# Le Mont-sur-Lausanne
Le Mont-sur-Lausanne ist eine politische Gemeinde im Distrikt Lausanne des Kantons Waadt in der Schweiz.

## Geographie

Luftbild (1964)

Le Mont-sur-Lausanne liegt auf 702 m ü. M., vier Kilometer nördlich der Kantonshauptstadt Lausanne (Luftlinie). Die Agglomerationsgemeinde von Lausanne erstreckt sich am Südwestabhang des Jorat im Quellgebiet des Petit Flon im Waadtländer Mittelland an aussichtsreicher Lage rund 330 m über dem Seespiegel des Genfersees.
Die Fläche des 9,8 km² grossen Gemeindegebiets umfasst einen Abschnitt der Hochfläche des Waadtländer Mittellandes südwestlich des Jorat. Der Gemeindeboden erstreckt sich vom Bach Petit Flon und seinem Quellgebiet ostwärts den Hang hinauf bis auf die Höhe von Les Planches. Die südöstliche Begrenzung wird vom Tal des Flon gebildet, der in die Molasseschichten des Jorat eingetieft ist. Die Nordgrenze verläuft entlang des Baches Mèbre. Ganz im Nordosten wird oberhalb des Gehöfts Chalets aux Boeufs am Rand des Bois du Jorat mit 814 m ü. M. die höchste Erhebung von Le Mont-sur-Lausanne erreicht. Von der Gemeindefläche entfielen 1997 28 % auf Siedlungen, 19 % auf Wald und Gehölze und 53 % auf Landwirtschaft.
Le Mont-sur-Lausanne besteht aus den beiden Dörfern Grand Mont (694 m ü. M.) und Petit Mont (682 m ü. M.) im Quellgebiet des Petit Flon. Diese Orte sind heute durch Neubausiedlungen miteinander verbunden. Daneben gehören zu Le Mont-sur-Lausanne die neueren Siedlungen La Clochatte (664 m ü. M.), Les Planches (788 m ü. M.), die ausgedehnte Gewerbesiedlung En Budron (695 m ü. M.) an der Hauptstrasse nördlich des Ortes, die Weiler La Naz (638 m ü. M.), Longeraies (701 m ü. M.), Etavez (706 m ü. M.) und Penau (755 m ü. M.) sowie mehrere Einzelhöfe. Nachbargemeinden von Le Mont-sur-Lausanne sind Romanel-sur-Lausanne, Lausanne, Epalinges und Cugy.

## Bevölkerung
| Bevölkerungsentwicklung | Bevölkerungsentwicklung |
| Jahr                    | Einwohner               |
| ----------------------- | ----------------------- |
| 1850                    | 1000                    |
| 1900                    | 1099                    |
| 1910                    | 1233                    |
| 1930                    | 1190                    |
| 1950                    | 1383                    |
| 1960                    | 1719                    |
| 1970                    | 2692                    |
| 1980                    | 3664                    |
| 1990                    | 4565                    |
| 2000                    | 5182                    |

Mit 9272 Einwohnern (Stand 31. Dezember 2023) gehört Le Mont-sur-Lausanne zu den mittelgrossen Gemeinden des Kantons Waadt. Von den Bewohnern sind 87,6 % französischsprachig, 5,5 % deutschsprachig und 1,8 % italienischsprachig (Stand 2000). Lange Zeit verblieb die Bevölkerungszahl von Le Mont-sur-Lausanne auf relativ konstantem Niveau. Erst seit 1950 wurde eine rasante Bevölkerungszunahme mit einer Verdreifachung der Einwohnerzahl innerhalb von 40 Jahren beobachtet. Das Siedlungsgebiet von Le Mont-sur-Lausanne ist heute nahezu lückenlos mit demjenigen von Lausanne zusammengewachsen.

## Wirtschaft
Le Mont-sur-Lausanne war bis in die erste Hälfte des 20. Jahrhunderts ein vorwiegend durch die Landwirtschaft geprägtes Dorf. Heute haben der Ackerbau und die Viehzucht zusammen mit der Milchwirtschaft nur noch eine geringe Bedeutung in der Erwerbsstruktur der Bevölkerung.
Mit der Verkehrserschliessung zu Beginn der 1970er Jahre entwickelten sich mehrere Industrie- und Gewerbezonen. In der Folge liessen sich zahlreiche Unternehmen in Le Mont-sur-Lausanne nieder, heute zählt die Gemeinde rund 350 Betriebe. Zu den wichtigen Industriebranchen gehören der Maschinenbau, der Metallbau, Betriebe der Informatik und Telekommunikation, die elektronische Industrie, die Herstellung von pharmazeutischen Produkten, sowie das Druckerei- und Verlagswesen. Ebenfalls auf dem Gemeindegebiet am Rand von Blécherette befindet sich das Centre de police der Kantonspolizei Waadt.
Seit den 1950er Jahren stieg der Siedlungsdruck auf die am Rand der Agglomeration Lausanne gelegene Gemeinde. Durch die Behörden wurde der Bau von Einfamilienhaussiedlungen und Villenquartieren auf dem Gemeindegebiet begünstigt. In den letzten Jahrzehnten hat sich das Dorf dank seiner attraktiven Lage zu einer Wohngemeinde entwickelt. Viele Erwerbstätige sind auch Wegpendler, die vor allem in der Stadt Lausanne arbeiten.

## Sport
Der FC Le Mont-sur-Lausanne stieg 2009 in die Challenge League auf, nachdem man in den beiden Jahren zuvor bereits die 1. Liga (Schweiz) als Erster abgeschlossen hatte, jedoch in der Aufstiegsrunde gescheitert war. Vor diesem Titel war der Verein innerhalb zweier Saisons von der 2. Liga regional in die 1. Liga aufgestiegen.

## Verkehr
Die Gemeinde ist verkehrstechnisch sehr gut erschlossen. Sie liegt an der Hauptstrasse von Lausanne nach Thierrens. Der Autobahnanschluss Lausanne-Blécherette an der 1974 eröffneten A9 (Lausanne-Sion) befindet sich rund 1 km vom Ort entfernt. Durch die Trolleybuslinie 8, die von Pully, durch das Zentrum von Lausanne bis nach Grand-Mont führt und die Autobuslinie 60 der Transports publics de la région Lausannoise, die von Lausanne nach Froideville verkehrt, ist Le Mont-sur-Lausanne an das Netz des öffentlichen Verkehrs angebunden.

## Geschichte
Le Mont-sur-Lausanne entstand im 12. Jahrhundert nach der Rodung von Waldgebieten am Rand des Jorat. Im Mittelalter gehörte der Ort dem Bischof von Lausanne. Mit der Eroberung der Waadt durch Bern im Jahr 1536 kam Le Mont-sur-Lausanne unter die Verwaltung der Landvogtei Lausanne. Nach dem Zusammenbruch des Ancien Régime gehörte das Dorf von 1798 bis 1803 während der Helvetik zum Kanton Léman, der anschliessend mit der Inkraftsetzung der Mediationsverfassung im Kanton Waadt aufging. 1798 wurde es dem Bezirk Lausanne zugeteilt.

## Sehenswürdigkeiten
Seit dem Mittelalter besass der Ort eine Kirche, die etwa auf halbem Weg zwischen Grand Mont und Petit Mont stand. Noch unter der Berner Herrschaft wurde diese zu klein gewordene Kirche 1797 durch einen Neubau ersetzt. In Grand Mont befindet sich der ehemalige Herrschaftssitz der Familien, welche jeweils die Dorfherrschaft innehatten.

## Söhne und Töchter der Stadt
- André Wicky (1928–2016), Autorennfahrer und Rennstallbesitzer
- Emanuel, Fan des FC Le Mont-sur-Lausanne[5]